# Préfecture de Marrakech
La préfecture de Marrakech (en berbère: ⵜⴰⵎⴰⵥⵍⴰⵢⵜ ⵏ ⵎⴻⵔⵔⴰⴽⴻⵛ, Tamaẓlayt en Meṛṛakec ;  en arabe : عمالة مراكش, ‘Amālat Murrākuṣ) est une subdivision à dominante urbaine de la région marocaine de Marrakech-Safi.

## Administration et politique

### Découpage territorial
La préfecture de Marrakech comprend:
- ce qu'on appelle couramment la ville de Marrakech, qui correspond à deux communes urbaines (ou municipalités):
  - la commune urbaine de Méchouar Kasba, où siège un palais royal,
  - la commune urbaine de Marrakech, entourant la précédente et composée de cinq arrondissements: Marrakech-Médina, Guéliz, Ménara, Ennakhil et Sidi Youssef Ben Ali;
- quatre centres urbains distincts de Marrakech, situés hors agglomération : Tamansourt, Loudaya, Sidi Zouine et Kettara.
- treize communes rurales: Ouled Hassoune, Al Ouidane, Ouahat Sidi Brahim, Harbil, Lamnabha, Ouled Dlim, Loudaya, Sidi Zouine, Aït Imour, Agafay, Souihla, Saâda et Tassoultante.

## Démographie
| 861 205                                                       | 1 070 838 | 1 133 890 | 1 323 005 |
| 1994, 2004, 2014 : recensement officiel ; 2007 : calculation. |           |           |           |

## Villes
| Municipalités  | Population en 1994 | Population en 2004 | Population en 2014 |
| -------------- | ------------------ | ------------------ | ------------------ |
| Marrakech      | 669 043            | 823 154            | 928 850            |
| Mechouar Kasba | 25 100             | 22 111             | 16 860             |
| Saâda          | 24 396             | 39 071             | 67 086             |
| Tassoultante   | 18 192             | 30 137             | 71 172             |
| Alouidane      | 17 196             | 20 925             | 28 194             |
| Oulad Hassoune | 16 558             | 19 188             | 23 475             |
| Ouled Delim    | 15 909             | 14 747             | 14 716             |
| Souihla        | 15 548             | 19 295             | 28 164             |
| Sidi Zouine    | 8 023              | 10 067             | 12 837             |
| Loudaya        | 7 407              | 8 989              | 12 615             |
| Kettara        | 1 357              | 1 365              | 1 169              |